# Грундтвігіанство
Грундтвігіанство (дан. grundtvigianisme) — релігійна течія, що сформувалася в Данії в 1830-1840-х роках. Свою назву релігійна течія отримала по імені свого засновника — данського реформатора Церкви Ніколая Фредеріка Северіна Грундтвіга (1783—1872). Грундтвігіанство спирається на ідеї конгрегаціоналізма в поєднанні з демократичним гуманізмом.
Основні ідеї Грундтвігіанства — спільність християн при відправленні таїнств, необхідність абсолютної свободи для процвітання релігійного життя. Опорою Грундтвігіанства стала широка мережа народних університетів, заснованих Грундтвігом для релігійно-патріотичного виховання молоді, і діючих на території всієї Скандинавії.